# The Stork Club
The Stork Club é um filme estadunidense de 1945, do gênero comédia musical, dirigido por Hal Walker e estrelado por Betty Hutton e Barry Fitzgerald. O filme é um veículo para Betty, que canta, entre outras, I'm a Square in the Social Circle, de Jay Livingston e Ray Evans e Doctor, Lawyer, Indian Chief, de Hoagy Carmichael e Paul Francis Webster.
O Stork Club existiu realmente e foi famoso nos anos 1940; especula-se, inclusive, que ele teria contribuído financeiramente com o projeto.

## Sinopse
Garota que trabalha como chapeleira no Stork Club salva vagabundo de afogamento. Na verdade, ele é um milionário que, em agradecimento, lhe dá um milhão de dólares secretamente. O namorado músico da moça retorna da linha de frente, onde fora apresentar-se para a Marinha, e suspeita que ela possui um amante.

## Elenco
| Ator/Atriz       | Personagem             |
| ---------------- | ---------------------- |
| Betty Hutton     | Judy Peabody           |
| Barry Fitzgerald | Jerry B. / Pop Bates   |
| Don DeFore       | Sargento Danny Wilton  |
| Andy Russell     | Jimmy Jones            |
| Robert Benchley  | Advogado Tom P. Curtis |
| Bill Goodwin     | Sherman Billingsley    |
| Iris Adrian      | Gwen                   |
| Mikhail Rasumny  | Coretti                |
| Catherine Craig  | Louella Parsons        |